# 紫草
紫草（学名：Lithospermum erythrorhizon）又名紫、藐、茈草（《爾雅》）、紫丹、紫芙（《神農本草經》）、鴉銜草（《本草綱目》）。
为紫草科紫草属的植物。分布于日本、朝鲜以及中国大陆的辽宁、山西、湖南、甘肃、山东、湖北、广西、四川、陕西、贵州、江西、河北、河南等地，生长于海拔50米至2,500米的地区，多生长在山坡草地。紫草根含紫草醌、乙醯紫草素、去氧紫草素、異丁基紫草素、異戊醯紫草素、β, β-二甲基丙烯醯紫草素等成分。
紫草的根屬於中藥材的一種，是紫雲膏的主要材料之一。

## 藥用療效
紫草根主治涼血，活血，解毒透疹。用於血熱毒盛、斑疹紫黑、麻疹不透、瘡瘍、溼疹、水火燙傷。而紫草油則多用於預防及治療寶寶尿布疹、皮膚潰爛、溼疹、涼血、活血，解毒透疹。用於血熱毒盛，斑疹紫黑，麻疹不透，瘡瘍，水火燙傷。

## 抗病原微生物作用
紫草煎劑、紫草素、β-二甲基丙烯酰紫草素對金黃色葡萄球菌、大腸桿菌、枯草桿菌等具有抑製作用。紫草素對大腸桿菌、傷寒桿菌、痢疾桿菌、綠膿桿菌和金黃色葡萄球菌均有明顯抑菌作用。10%的生理鹽水紫草浸液對絮狀表皮癬菌、羊毛狀小芽孢癬菌有抑製作用。體外實驗證明：紫草及其衍生物（除去氫紫草烷外）都有顯著的抗菌活性，紫草對阿米巴原蟲亦有抑製作用。紫草水煎劑對小鼠結核病有一定療效。
在試管內，紫草對京科68-1 病毒有抑製作用。紫草水煎劑能延緩和減輕單純皰疹病毒對乳兔腎細胞病變的產生。紫草多糖在乳兔細胞上對單純皰疹病毒1型（HSV-1）有明顯抑製作用，其最小抑病毒濃度為100μg/ml,最大抑病毒指數為4～5， 紫草多糖抗病毒的機制是在宿主細胞內抑制HSV-1的複製，明顯影響HSV-1在乳兔腎細胞內的複製動力學。紫草多糖亦有抗皰疹病毒地方株的作用。

## 抗炎作用
紫草的乙醚、水、乙醇提取物均有一定的抗炎作用。紫草醇提取物200mg/kg 灌胃給藥對醋酸引起的小鼠腹腔滲出性炎症有明顯抑製作用。紫草醇提取物100mg/kg 腹腔注射能顯著抑制正定黴素和甲醛引起的大鼠後足水腫；顯著抑制大鼠肉芽組織增生性炎症，灌胃給藥作用較弱。乙酰紫草素 5mg/kg對甲醛引起的大鼠足跖腫脹有顯著抑製作用，腹腔注射給藥作用最強，顯效快，能持續24小時以上，而皮下和灌胃給藥其作用強度和出現時間相對較低。乙酰紫草素 5mg/kg腹腔注射能顯著抑制大鼠皮下棉球肉芽腫增生，皮內注射對組胺引起的大鼠血管通透性亢進亦有明顯抑製作用。乙酰紫草素5mg/kg 腹腔注射對切除雙側腎上腺素甲醛所致足跖浮腫，有明顯抑製作用，提示乙酰紫草素的抗炎症作用與垂體腎上腺系統無明顯關係。紫草的水提取物有對抗2倍組胺、4。9倍馬血清對家兔的致死作用，能阻止組胺導致兔皮膚的毛細血管通透性增高，能預防家兔急性血清病。紫草素和乙酰紫草素做成軟膏，局部給藥對血管通透性亢進及浮腫等炎症有顯著抑制，尚可增加肉芽生長，促進傷口癒合。
紫草煎劑口服對家兔實驗性發熱有緩和的解熱作用，其提取物及色素成分亦有輕度解熱作用。

## 外部連結
- 紫草 Zicao （页面存档备份，存于） 藥用植物圖像數據庫 (香港浸會大學中醫藥學院) （中文）（英文）
- 紫草 中藥材圖像數據庫  (香港浸會大學中醫藥學院) （中文）（英文）
- 紫草 Zi Cao （页面存档备份，存于） 中藥標本數據庫 (香港浸會大學中醫藥學院) （繁體中文）（英文）

## 延伸阅读
[在维基数据编辑]
 《欽定古今圖書集成·博物彙編·草木典·紫草部》，出自陈梦雷《古今圖書集成》